# 佐藤修一 (数学者)
佐藤 修一（さとう しゅういち、1946年（昭和21年） - ）は日本の数学者、数学教師。国立鶴岡工業高等専門学校教授。
1946年（昭和21年）：山形県に生まれる。1970年（昭和45年）：東京理科大学大学院修士課程（数学専攻）修了。国立鶴岡工業高等専門学校教授。担当は数学、応用数学。コンピュータにも詳しい。フィボナッチ数、符号理論などの研究もおこなっている。

## 著書

### 単著
- 『デジタル数学に強くなる　2進数のナゼとナルホド』講談社〈ブルーバックス B-759〉、1988年12月。ISBN 4-06-132759-3。
- 『自然にひそむ数学　自然と数学の不思議な関係』講談社〈ブルーバックス B-1201〉、1998年1月。ISBN 4-06-257201-X。

### 論文
- 佐藤修一「広義に拡張されたフィボナッチ数を与える広義の拡張モールス符号とその拡張数の行列表現」（PDF）『日本応用数理学会論文誌』第7巻第2号、日本応用数理学会、1997年6月、pp. 171-187、ISSN 0917-2246、NAID 110001883651。
- Sato, Shuichi (1993). “Fibonacci Sequence and Its Generalizations Hidden in Alogorithms for Generating Morse Codes”. Applications of Fibonacci Numbers (Kluwer Academic Publications) 5:  pp. 481-486. ISBN 0-7923-2491-9.